# کینگ آرتر پارک (مونتانا)
کینگ آرتر پارک (به انگلیسی: King Arthur Park) شهری در ایالت مونتانا کشور ایالات متحده آمریکا است که جمعیت آن در سرشماری سال ۲۰۱۰ میلادی، ۷۳۸ نفر بوده‌است.